# Добеевское
Добеевское (бел. Дабееўскае) — озеро в Шумилинском районе Витебской области. Лежит в бассейне реки Сечна (приток Западной Двины), которая вытекает из озера.
Площадь поверхности озера 2,31 км², длина 2,22 км, наибольшая ширина 1,35 км. Наибольшая глубина 3,6 м. Длина береговой линии 6,3 км, площадь водосбора — 32 км², объём воды — 1,65 млн м³.
Озеро расположено в 8 км к юго-западу от райцентра, посёлка Шумилино. В озеро впадает несколько ручьёв и проток из соседних небольших озёр Круглик и Мошно. В юго-западной части озера находится исток реки Сечна.
На восточном берегу озера находится большая деревня Добея, центр сельсовета, вытянутая вдоль протоки из озера Круглик и небольшая деревня Смешково. На западном берегу — деревня Ильинцы, на южном — Боськово. К северу от озера лежат заболоченные торфяники.
Озеро имеет овальную, слегка вытянутую с северо-востока на юго-запад форму. Склоны котловины невыразительные, на востоке высотой 4-5 м, распаханные. Дно плоское, выстлано сапропелем, добываемого на удобрение. Озеро мелководное, его максимальная глубина 3,6 метров, причём в результате мелиоративных работ в торфяниках уровень озера понизился на 1 м. Сильно зарастает по всей площади.